# Mielichhoferia antisanensis
Mielichhoferia antisanensis är en bladmossart som beskrevs av H. Robinson 1967. Mielichhoferia antisanensis ingår i släktet kismossor, och familjen Bryaceae. Inga underarter finns listade i Catalogue of Life.